# Djibril Camara
Djibril Camara (Juvisy-sur-Orge, 22 giugno 1989) è un rugbista a 15 francese, che gioca nel ruolo di estremo o di tre quarti ala nel Bayonne in Top 14.

## Palmarès
- Campionati francesi: 1
Stade français: 2014-15
- Challenge Cup: 1
Stade français: 2016-17